# Montu
Montu sont des montagnes russes inversées situées à Busch Gardens Tampa, à Tampa, en Floride, aux États-Unis.

## Historique
Construites par l'entreprise suisse Bolliger & Mabillard, elles sont les secondes montagnes russes de cette compagnie construites dans le parc en raison du succès de Kumba. Quand elles ouvrent le 16 mai 1996, elles sont alors les montagnes russes inversées les plus hautes et les plus rapides du monde. Auparavant, ce record était décerné à Raptor, à Cedar Point, à Sandusky, en Ohio. Le record de Montu ne fait pas long feu, car un an plus tard, Alpengeist le bat en culminant à 59 mètres de hauteur. Ces montagnes russes sont du même constructeur et se situent à Busch Gardens Williamsburg, un parc du même groupe. Cependant, Montu détient toujours le record du nombre d’inversions sur des montagnes russes inversées, qui sont au nombre de 7. En 2014 ouvre Banshee à Kings Island qui compte également sept inversions. Sur le parcours d’une hauteur de 46 mètres, les trains dévalent la pente à 97 km/h. 
Montu est le nom d’un dieu de la guerre Égyptien, Montou.

## Circuit
Les passagers commencent leur expérience sur Montu en entrant via la zone égyptienne du parc. Un petit stand de jeux d’un côté et une réplique de Toutânkhamon de l’autre accueille les visiteurs dans la zone. Vue de l’horizon, Montu surgit avec ses poteaux de 15 mètres de haut et une boutique de souvenirs.
Le parcours commence par une petite descente en dehors de la gare. Pendant un certain temps, une réplique du Nil remplit de vrais crocodiles longeait cette section de rail. Puisque les animaux ont grandi, ils ont dû être déplacés plus loin dans le parc. Après la petite chute, les passagers montent le long du lift hill de 32 mètres de haut. Une grande descente de 46 m s’ensuit, tout en faisant tournoyer les visiteurs pour se retrouver dans un looping vertical de 32 mètres de haut à environ 97 km/h. Tout de suite, s’enchaîne l’Immelmann et son footshopper grâce à un poteaux pour faire croire aux passagers qu’ils vont le percuter. Ensuite, le train s’empare d’un Zero-G roll & d’un batwing (une inversion rarement trouvée sur des montagnes russes inversées, seuls Montu et Afterburn à Carowinds en possèdent un). Puis, viennent les freins de mi-parcours avant d’entrer à nouveau dans un looping vertical de 18 mètres de haut cette fois-ci, et dans un Tire-bouchon. Un virage final emmène le train dans le dernier frein du parcours. 
Au total, l’attraction compte 7 inversions :
- deux loopings verticaux, un de 32 m et l’autre de 18 m
- un Immelman
- une inversion appelée Zero-G roll
- un batwing (qui, à lui seul, compte 2 inversions)

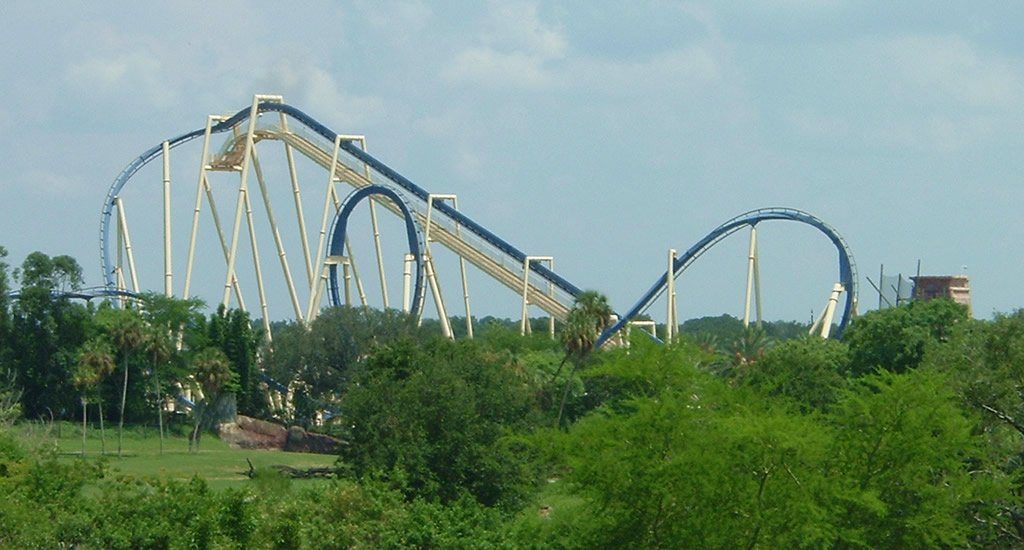
Vue d'ensemble de Montu.

- un tire-bouchon

## Statistiques
- Capacité : 1 710 personnes par heure
- Force g : 3,8 g
- Trains : 3 trains de 8 wagons. Les passagers sont placés par 4 sur une seule rangée pour un total de 32 passagers par train.

## Classements
| Classement | 3 | 5 | 9 | 12 | 9 | 10 | 8 | 10 | 10 | 11 | 12 | 14 |

| Classement | 2 | 9 | 18 | 15 | 10 | 8 | 13 | 15 | 18 | 18 | 20 |